# Ricky Nelson

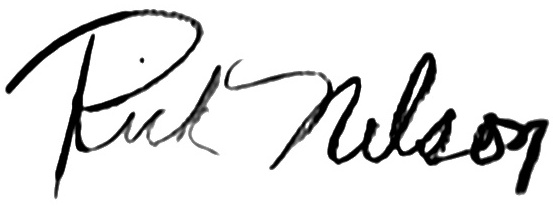
Podpis Nelsona

Ricky Nelson, Rick Nelson, właśc. Eric Hilliard Nelson (ur. 8 maja 1940 w Teaneck, New Jersey, zm. 31 grudnia 1985 w De Kalb, Teksas) – amerykański aktor, piosenkarz i gitarzysta popowy, związany z gatunkami rock and roll i country pop.
Był nominowany do Złotego Globu dla najbardziej obiecującego debiutanta za rolę Colorado Ryana w westernie Howarda Hawksa Rio Bravo (1959).
17 września 1975 otrzymał własną gwiazdę w Alei Gwiazd w Los Angeles znajdującą się przy 1515 Vine Street.

## Życiorys
Urodził się w Teaneck, w stanie New Jersey jako drugi syn Harriet Hilliard Nelson (z domu Peggy Lou Snyder), aktorki, i Ozziego Nelsona, lidera zespołu, aktora, reżysera, scenarzysty i producenta filmowego. Jego ojciec był pochodzenia szwedzkiego. Jego starszy brat David Nelson (ur. 24 października 1936, zm. 11 stycznia 2011) był aktorem. Uczęszczał do Gardner Street Public School, Bancroft Junior High, a w latach 1954–1958 był uczniem Hollywood High School. Grał w futbol amerykański w Hollywood High i reprezentował szkołę w międzyszkolnych meczach tenisowych.
Jako nastolatek grał na klarnecie i perkusji, nauczył się podstawowych gitarowych akordów i wokalnie naśladował swoich ulubionych wykonawców rockowych Sun Records w domu lub pod prysznicem w klubie tenisowym w Los Angeles. Był pod silnym wpływem muzyki Carla Perkinsa.
26 marca 1957 nagrał standardowy utwór Fatsa Domino „I’m Walkin’” i „A Teenager’s Romance” (wydany pod koniec kwietnia 1957 jako jego pierwszy singiel) oraz „You’re My One and Only Love”.
W 1987 Ricky Nelson został wprowadzony do Rock and Roll Hall of Fame.
Był ojcem Tracy Nelson, aktorki znanej głównie z serialu Detektyw w sutannie.
Nelson był jednym z pierwszych nastoletnich artystów rockowych, cieszących się dużą popularnością, nie jednosezonową, jak wielu jego naśladowców, lecz długoletnią.
31 grudnia 1985 zginął w katastrofie lotniczej lecąc z Guntersville w stanie Alabama do Dallas w Teksasie na koncert. Pogrzeb Nelsona odbył się 6 stycznia 1986 w Church of the Hills na cmentarzu Forest Lawn Memorial Park (Hollywood Hills). Jego majątek został przekazany jego dzieciom.

## Filmografia

### Filmy
- 1952: Here Come the Nelsons w roli samego siebie
- 1953: Historia trzech miłości jako 11-letni Tommy
- 1959: Rio Bravo jako Colorado Ryan
- 1960: Okręt głupców jako Tommy J. Hanson

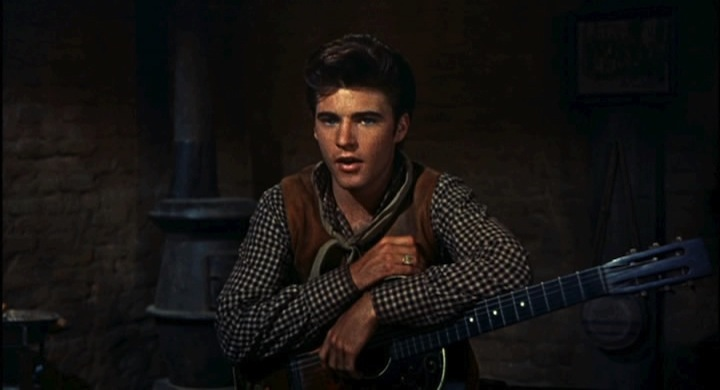
Ricky Nelson w filmie Rio Bravo (1959)

- 1965: Love and Kisses jako Buzzy

### Seriale
- 1952–1966: The Adventures of Ozzie and Harriet w roli samego siebie
- 1966: ABC Stage 67 jako Carlos O’Connor
- 1967: Hondo jako Jesse James
- 1973: Ulice San Francisco jako William T. 'Billy' Jeffers
- 1978: Statek miłości jako Ted Wilcox / Alex Fowler

## Dyskografia
Poniższa lista przedstawia wyłącznie studyjne albumy piosenkarza. Jego pełna dyskografia, single, kompilacje oraz inne wydawnictwa opisane zostały w osobnym artykule.
- Ricky (1957)
  1. „Honeycomb”
  2. „Boppin' the Blues”
  3. „Be-Bop Baby”
  4. „Have I Told You Lately that I Love You?”
  5. „Teenage Doll”
  6. „If You Can’t Rock Me”
  7. „Whole Lotta Shakin' Goin On”
  8. „Baby I’m Sorry”
  9. „Am I Blue?”
  10. „I’m Confessin'”
  11. „Your True Love”
  12. „True Love”
- Ricky Nelson (1958)
  1. „Shirley Lee”
  2. „Someday”
  3. „There’s Good Rockin’ Tonight”
  4. „I’m Feelin' Sorry”
  5. „Down The Line”
  6. „Unchained Melody”
  7. „I’m In Love Again”
  8. „Don't Leave Me This Way”
  9. „My Babe”
  10. „I'll Walk Alone”
  11. „There Goes My Baby”
  12. „Poor Little Fool”
- Ricky Sings Again (1959)
  1. „It's Late”
  2. „One Of These Mornings”
  3. „Believe What You Say”
  4. „Lonesome Town”
  5. „Trying To Get To You”
  6. „Be True To Me”
  7. „Old Enough To Love”
  8. „Never Be Anyone Else But You”
  9. „I Can’t Help It”
  10. „You Tear Me Up”
  11. „It's All In The Game”
  12. „Restless Kid”
- Songs by Ricky (1959)
  1. „You'll Never Know What You're Missin'”
  2. „That’s All”
  3. „Just A Little Too Much”
  4. „One Minute To One”
  5. „Half Breed”
  6. „You're So Fine”
  7. „Don't Leave Me”
  8. „Sweeter Than You”
  9. „A Long Vacation”
  10. „So Long”
  11. „Blood From A Stone”
  12. I„'ve Been Thinkin'”
- More Songs by Ricky (1960)
  1. „I’m Not Afraid”
  2. „Baby Won't You Please Come Home”
  3. „Here I Go Again”
  4. „I'd Climb The Highest Mountain”
  5. „Make Believe”
  6. „Ain’t Nothin’ But Love”
  7. „When Your Lover Has Gone”
  8. „Proving My Love”
  9. „Hey Pretty Baby”
  10. „Time After Time”
  11. „I’m All Through With You”
  12. „Again”
- Rick Is 21 (1961)
  1. „My One Desire”
  2. „That Warm Summer Night”
  3. „Break My Chain”
  4. „Do You Know What It Means To Miss New Orleans”
  5. „I'll Make Believe”
  6. „Travelin’ Man”
  7. „Oh Yeah, I’m In Love”
  8. „Everybody But Me”
  9. „Lucky Star”
  10. „Sure Fire Bet”
  11. „Stars Fell On Alabama”
  12. „Hello Mary Lou”
- Album Seven by Rick (1962)
  1. „Summertime”
  2. „Congratulations”
  3. „Baby You Don’t Know”
  4. „I Can’t Stop Loving You”
  5. „Excuse Me Baby”
  6. „History Of Love”
  7. „Today’s Teardrops”
  8. „Mad Mad World”
  9. „Thank You Darling”
  10. „Poor Loser”
  11. „Stop Sneakin' 'Round”
  12. „There’s Not A Minute”
- For Your Sweet Love (1963)
  1. „For Your Sweet Love”
  2. „Gypsy Woman”
  3. „You Don’t Love Me Anymore (And I Can Tell)”
  4. „Everytime I See You Smiling”
  5. „Pick Up The Pieces”
  6. „String Along”
  7. „One Boy Too Late”
  8. „Everytime I Think About You”
  9. „Let's Talk The Whole Thing Over”
  10. „I Got a Woman”
  11. „What Comes Next?”
  12. „I Will Follow You”
- Rick Nelson Sings „For You” (1963)
  1. „For You”
  2. „Fools Rush In”
  3. „Down Home”
  4. „That Same Old Feeling”
  5. „You're Free To Go”
  6. „I Rise, I Fall”
  7. „That’s All She Wrote”
  8. „A Legend In My Time”
  9. „Just Take A Moment”
  10. „Hello Mister Happiness”
  11. „Hey There, Little Miss Tease”
  12. „The Nearness Of You”
- The Very Thought of You (1964)
  1. „My Old Flame”
  2. „Just A Little Bit Sweet”
  3. „The Loneliest Sound”
  4. „You'll Never Fall In Love Again”
  5. „The Very Thought Of You”
  6. „I Don’t Wanna Love You”
  7. „I'll Get You Yet”
  8. „I Wonder (If Your Love Will Ever Belong To Me)”
  9. „Be My Love”
  10. „I Love You More Than You Know”
  11. „Love Is The Sweetest Thing”
  12. „Dinah”
- Spotlight on Rick (1964)
  1. „I’m A Fool”
  2. „I Tried”
  3. „I’m Talking About You”
  4. „Yesterday’s Love”
  5. „A Happy Guy”
  6. „From A Distance”
  7. „Stop, Look, Listen”
  8. „Don't Breathe A Word”
  9. „That’s Why I Love You Like I Do”
  10. „In My Dreams”
  11. „Just Relax”
  12. „Live And Learn”
- Best Always (1965)
  1. „I’m Not Ready For You Yet”
  2. „You Don’t Know Me”
  3. „Ladies Choice”
  4. „Lonely Corner”
  5. „Only The Young”
  6. „Mean Old World”
  7. „I Know A Place”
  8. „Since I Don’t Have You”
  9. „It's Beginning To Hurt”
  10. „My Blue Heaven”
  11. „How Does It Go”
  12. „When The Chips Are Down”
- Love and Kisses (1965)
  1. „Love And Kisses”
  2. „I Catch Myself Crying”
  3. „Love Is Where You Find It”
  4. „Try To Remember”
  5. „Our Own Funny Way”
  6. „Liz”
  7. „Say You Love Me”
  8. „More (Theme From 'Mondo Cane')”
  9. „Raincoat In The River”
  10. „Come Out Dancin’”
  11. „I Should Have Loved You More”
  12. „I Paid For Loving You”
- Bright Lights & Country Music (1966)
  1. „Truck Drivin' Man”
  2. „You Just Can’t Quit”
  3. „Louisiana Man”
  4. „Welcome To My World”
  5. „Kentucky Means Paradise”
  6. „Here I Am”
  7. „Bright Lights And Country Music”
  8. „Hello Walls”
  9. „No Vacancy”
  10. „I’m A Fool To Care”
  11. „Congratulations”
  12. „Night Train To Memphis”
- Country Fever (1967)
  1. „Take A City Bride”
  2. „Funny How Time Slips Away”
  3. „The Bridge Washed Out”
  4. „Alone”
  5. „Big Chief Buffalo Nickel (Desert Blues)”
  6. „Mystery Train”
  7. „Things You Gave Me”
  8. „Take These Chains From My Heart”
  9. „(I Heard That) Lonesome Whistle Blow”
  10. „Walkin’ Down The Line”
  11. „You Win Again”
  12. „Salty Dog”
- Another Side of Rick (1967)
  1. „Dream Weaver”
  2. „Marshmallow Skies”
  3. „Don't Blame It On Your Wife”
  4. „Reason To Believe”
  5. „Suzanne On A Sunday Morning”
  6. „Baby Close Its Eyes”
  7. „Barefoot Boy”
  8. „Don’t Make Promises”
  9. „Promenade In Green”
  10. „Georgia On My Mind”
  11. „Daydream”
  12. „I Wonder If Louise Is Home”
- Perspective (1969)
  1. „When The Sun Shined Its Face On Me”
  2. „Without Her”
  3. „The Lady Stayed With Me”
  4. „Three Day Eternity”
  5. „For Emily Whenever I May Find Her”
  6. „Stop By My Window”
  7. „Hello To The Wind (Bonjour Le Vent)”
  8. „Wait Till Next Year”
  9. „Love Story”
  10. „So Long Dad / Love Story (Reprise)”
  11. „I Think It’s Going To Rain Today”
- Rick Sings Nelson (1970)
  1. „We've Got A Long Way To Go”
  2. „California”
  3. „Anytime”
  4. „Down Along The Bayou Country”
  5. „Sweet Mary”
  6. „Look At Mary”
  7. „The Reason Why”
  8. „Mr. Dolphin”
  9. „How Long”
  10. „My Woman”
- Rudy the Fifth (1971) – z The Stone Canyon Band
  1. „This Train”
  2. „Just Like a Woman”
  3. „Sing Me a Song”
  4. „The Last Time Around”
  5. „Song for Kristin”
  6. „Honky Tonk Woman”
  7. „Feel So Good”
  8. „Life”
  9. „Thank You Lord”
  10. „Song for Kristin”
  11. „Love Minus Zero/No Limit”
  12. „Gypsy Pilot”
- Garden Party (1972) – z The Stone Canyon Band
  1. „Let It Bring You Along”
  2. „Garden Party”
  3. „So Long Mama”
  4. „I Wanna Be With You”
  5. „Are You Really Real?”
  6. „I’m Talking About You”
  7. „Nighttime Lady”
  8. „A Flower Opens Gently By”
  9. „Don't Let Your Good Bye Stand”
  10. „Palace Guard”
- Windfall (1974) – z The Stone Canyon Band
  1. „Legacy”
  2. „Someone To Love”
  3. „How Many Times”
  4. „Evil Woman Child”
  5. „Don't Leave Me Here”
  6. „Wild Nights At Tulsa”
  7. „Lifestream”
  8. „One Night Stand”
  9. „I Don’t Want To Be Lonely Tonight”
  10. „Windfall”
- Intakes (1977) – z The Stone Canyon Band
  1. „You Can’t Dance”
  2. „One X One”
  3. „I Wanna Move With You”
  4. „It's Another Day”
  5. „Wings”
  6. „Five Minutes More”
  7. „Change Your Mind”
  8. „Something You Can’t Buy”
  9. „Gimme A Little Sign”
  10. „Stay Young”
- Back to Vienna (1978)

* Epic wycofało album studyjny z 10 utworami, który został ostatecznie rozprowadzony w całości na boxie The Last Time Around oraz w The Complete Epic Recordings.
- Rockabilly Renaissance (1979)

* Epic z opóźnieniem wydało cztery dodatkowe strony („Lay Back in the Arms of Someone” i wersje „Almost Saturday Night” Johna Fogerty’ego, „That’s All Right” Elvisa Presleya i „Rave On” Buddy’ego Holly’ego) na EP-ce z lutego 1981 roku zatytułowanej Four You.
- Playing to Win (1981)
  1. „Almost Saturday Night”
  2. „Believe What You Say”
  3. „Little Miss American Dream”
  4. „The Loser Babe Is You”
  5. „Back To Schooldays”
  6. „It Hasn't Happened Yet”
  7. „Call It What You Want”
  8. „I Can’t Take It No More”
  9. „Don't Look At Me”
  10. „Do The Best You Can”
- All My Best (1985)
  1. „Travelin’ Man”
  2. „Hello Mary Lou”
  3. „Poor Little Fool”
  4. „Stood Up”
  5. „You Are The Only One”
  6. „It's Late”
  7. „You Know What I Mean”
  8. „Young World”
  9. „Lonesome Town”
  10. „I Got A Feeling”
  11. „Just A Little Too Much”
  12. „Believe What You Say”
  13. „It’s Up to You”
  14. „Waitin' In School”
  15. „Never Be Anyone Else But You”
  16. „Don't Leave Me This Way”
  17. „Fools Rush In”
  18. „Teenage Idol”
  19. „I’m Walkin’”
  20. „Mighty Good”
  21. „Sweeter Than You”
  22. „Garden Party”
- The Memphis Sessions (1986) – wydanie pośmiertne
  1. „That’s Alright Mama”
  2. „It's All Over Now”
  3. „Dream Lover”
  4. „Rave On”
  5. „Sleep Tight, Good Night Man”
  6. „Almost Saturday Night”
  7. „Lay Back In The Arms Of Someone You Love”
  8. „Stuck In The Middle”
  9. „Send Me Somebody to Love”
  10. „True Love Ways”